# Cerodontha pilosa
Cerodontha pilosa este o specie de muște din genul Cerodontha, familia Agromyzidae, descrisă de Stéphanie Boucher în anul 2008. Conform Catalogue of Life specia Cerodontha pilosa nu are subspecii cunoscute.